# Kloster St. Wolfgang (Neuburg an der Donau)

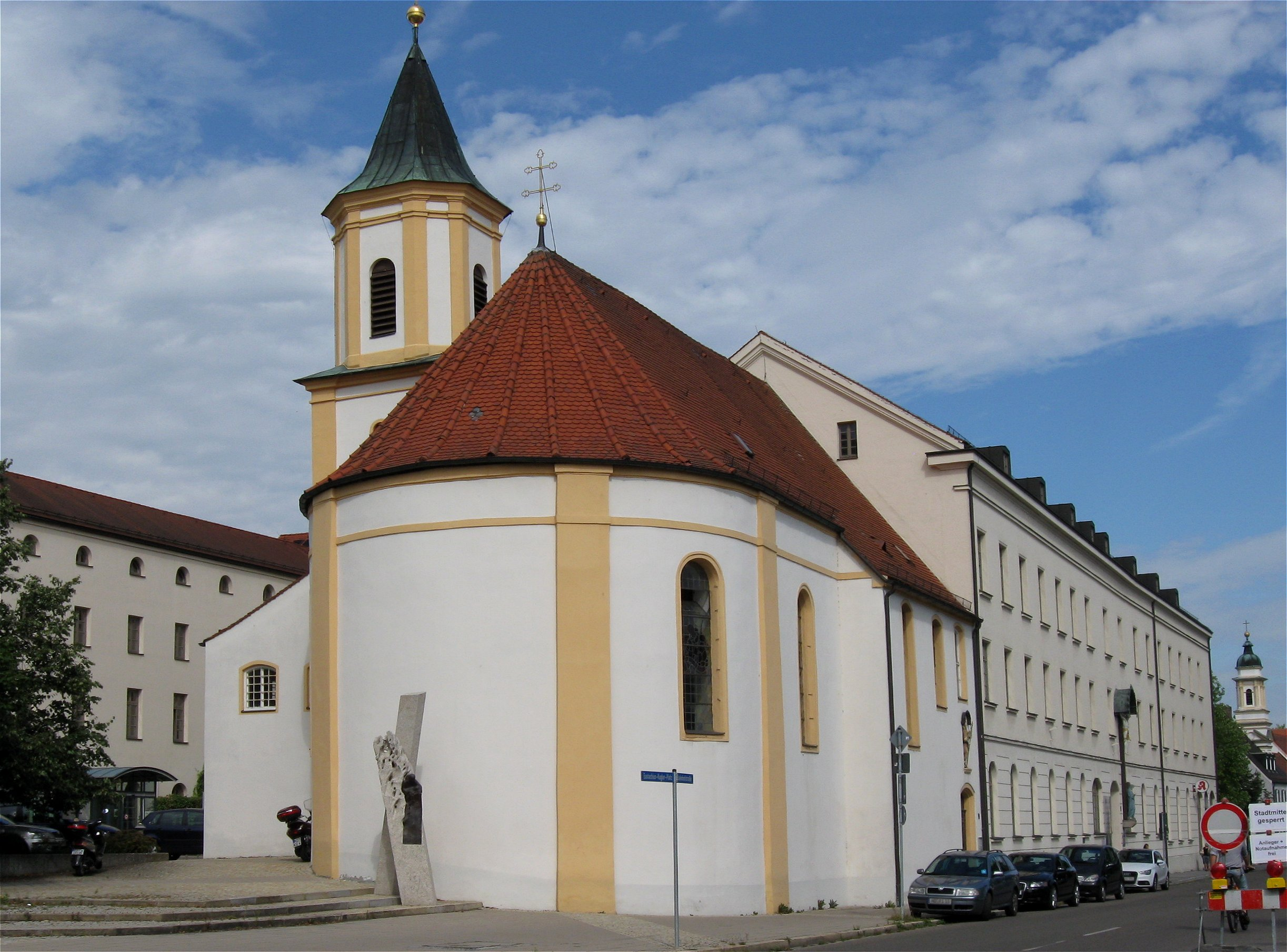
Die ehemalige Klosterkirche St. Wolfgang

Das Kloster Sankt Wolfgang ist ein ehemaliges Kloster der Barmherzigen Brüder in Neuburg an der Donau in Bayern in der Diözese Augsburg.

## Geschichte
Das St. Wolfgang geweihte Kloster wurde 1623 durch Herzog Wolfgang Wilhelm von Pfalz-Neuburg gegründet. Der aus Spanien stammende Krankenpflegeorden der Barmherzigen Brüder begründete hier seine erste deutsche Niederlassung. 1806 wurde das Kloster unter weltliche Aufsicht gestellt und die Klosterapotheke zur öffentlichen Apotheke erklärt. 1831 dekretierte König Ludwig I. von Bayern offiziell den Fortbestand des Klosters, das später erweitert und modernisiert wurde. 1980 wurde es aufgelöst. Auf dem ehemaligen Klostergelände entstand im Jahre 1997 das Geriatriezentrum Neuburg.